# Formel
Denna artikel handlar om formler inom logik och matematik. För formler inom kemi, se kemisk formel och reaktionsformel. För magiska ramsor, se trollformel. För formelbilar inom motorsport, se formelbil.
En formel är vanligen ett uttryck eller en notation som beskriver viktiga samband eller egenskaper med hjälp av olika symboler. Inom logik är en formel i ett formellt språk, till exempel predikatlogik, en följd av symboler ur det alfabet som är definierat för språket, och som är ordnade enligt språkets formeringsregler. Formler i vanlig predikatlogik kan innehålla variabler, både bundna och obundna. En speciell typ av formler är satser som endast får innehålla bundna variabler eller inga variabler alls. Formler som följer formeringsreglerna brukar kallas "välbildade formler" (en. well-formed formulas, eller "wff").